# Natalie Geisenberger
Natalie Geisenberger, född 5 februari 1988 i München, Västtyskland,  är en tysk rodelåkare och utbildad polismästare.
Den 20 november 2007 deltog Geisenberger i sin första världscuptävling där hon kom på andra platsen. Redan tidigare hade hon vunnit guldmedaljer i juniorvärldsmästerskapen. Geisenberger startar för RRT Miesbach. Framgången fortsatte med två silvermedaljer i singeltävlingen vid världsmästerskapen 2008 och 2009 samt en guldmedalj 2009 i lagtävlingen. 2008 blev hon dessutom europamästare. Vid de olympiska vinterspelen 2010 i Vancouver vann Geisenberger en bronsmedalj. Vid olympiska vinterspelen 2014 vann hon guldet i singeltävlingen i rodel.

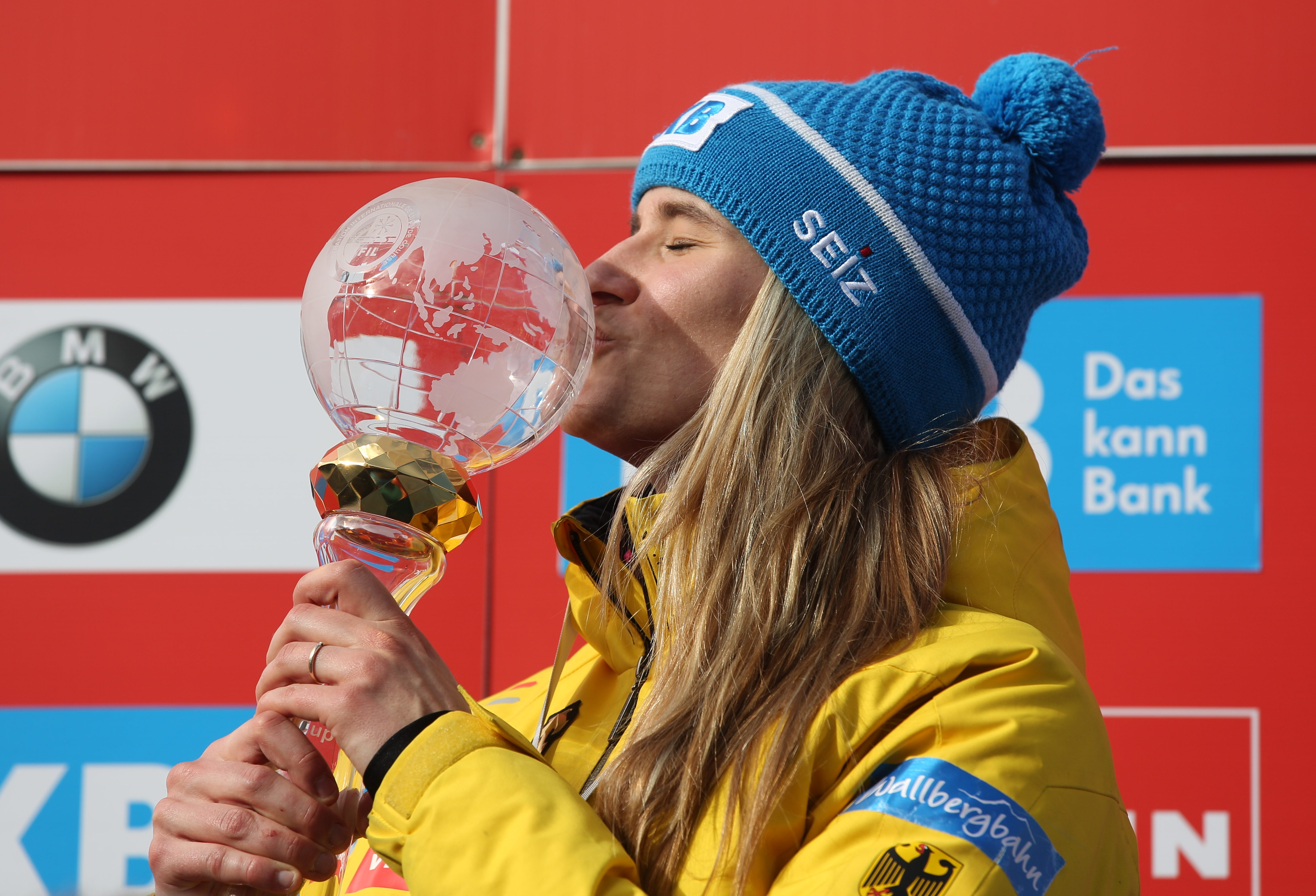
Natalie Geisenberger vinner Världscupen 2017